# Castello di Bargone
Il castello di Bargone è un maniero medievale che sorge a Bargone, piccola frazione del comune di Salsomaggiore Terme, in provincia di Parma.

## Storia
Il castello fu costruito, probabilmente su resti precedenti, verso la fine del X secolo per conto dell'episcopato parmense.
Nel 1144 il feudo di Bargone, insieme a quello di Borgo San Donnino, fu assegnato al conte Bertoldo IV di Zähringen da parte dell'imperatore del Sacro Romano Impero Corrado III di Svevia, ma il territorio nel corso del XII secolo fu strenuamente conteso fra parmigiani, borghigiani e piacentini, finché nel 1191 l'imperatore Enrico VI vendette i due feudi alla città di Piacenza in cambio di 2000 lire imperiali; tuttavia, già nel 1198 il Comune di Parma rientrò in possesso del maniero di Bargone, di cui Oberto Pallavicino fu ufficialmente investito nel 1249 da Federico II.
Nel 1267 i parmigiani riconquistarono il castello, che smantellarono negli anni seguenti; nel 1298 il podestà di Parma occupò la zona in seguito a una serie di saccheggi avvenuti nelle saline della vallata di Salsomaggiore, ma all'inizio del XIV secolo il maniero fu ricostruito da Gherardo de' Rangoni, che si ribellò alla guelfa Parma; nel 1325 i parmensi assaltarono il maniero, espugnandolo e arrestando i membri della famiglia Rangoni.
Nel 1343 la fortezza risultava ancora in possesso dei Bertoldingi, ma già nel 1360 l'imperatore Carlo IV di Lussemburgo investì del feudo Oberto III Pallavicino. Nel 1374 le lotte intestine della famiglia Pallavicino per il possesso del feudo culminarono con l'assassinio del marchese Giacomo e di suo figlio Giovanni da parte del nipote Niccolò, signore di Tabiano, che riuscì in tal modo ad impossessarsi di Bargone. Di ciò approfittò il duca di Milano Bernabò Visconti, che attaccò e conquistò il castello di Tabiano, allontanando Niccolò dalle sue terre. Nel 1386 il beato Rolando de' Medici, ritiratosi in zona già dal 1360, scomparve nel maniero di Bargone, per poi essere sepolto nell'oratorio della Santissima Trinità di Busseto.
Con la presa del potere da parte di Gian Galeazzo Visconti, nel 1390 la situazione si ribaltò e Niccolò rientrò in possesso dei suoi feudi, di cui fu ufficialmente investito nel 1395 da parte dell'imperatore Venceslao di Lussemburgo. Nel 1401 il marchese scomparve per avvelenamento nel castello di Tabiano e Ottobuono de' Terzi colse l'occasione per attaccare e distruggere il maniero di Bargone nel 1405.
Nel 1441 Niccolò Piccinino attaccò su più fronti lo Stato Pallavicino, costringendo il marchese Rolando il Magnifico alla fuga; tutte le sue terre furono incamerate dal duca Filippo Maria Visconti, che nel 1442 investì del feudo di Bargone il Piccinino. Nel 1457 Francesco Sforza restituì al marchese Gian Lodovico Pallavicino il feudo di Bargone, unitamente a quello di Busseto.

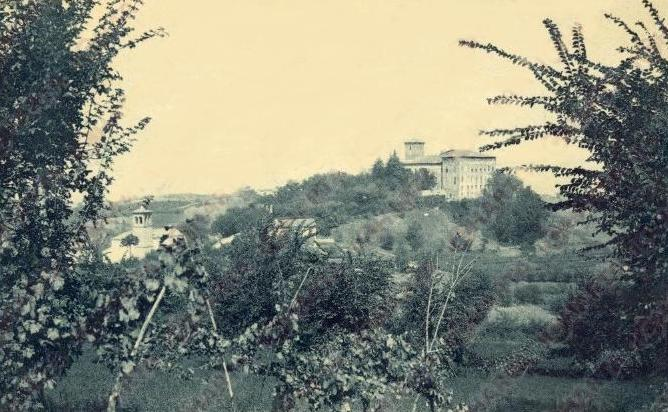
Il castello in una cartolina del 1930

Nel 1587 il castello fu conquistato dai duchi di Parma Farnese, che nel 1650 lo vendettero al marchese Felice Mari di Genova. Nel 1711 il maniero, ormai trasformato in elegante dimora nobiliare, passò ai marchesi Lomellino, che in seguito lo rivendettero ai Pallavicino di Genova; nella prima metà del XVIII secolo il castello fu alienato ai Pratolongo, che destinarono le terre attorno al maniero e le sue ampie cantine alla produzione di varie qualità di vino. Alla fine del secolo Carlo Farioli acquistò l'antico castello, poi ereditato dai suoi discendenti. In seguito alla morte di Silvio Farioli nel 2017, l'edificio, col suo ampio parco, cadde in stato di abbandono e fu dichiarato inagibile.

## Descrizione

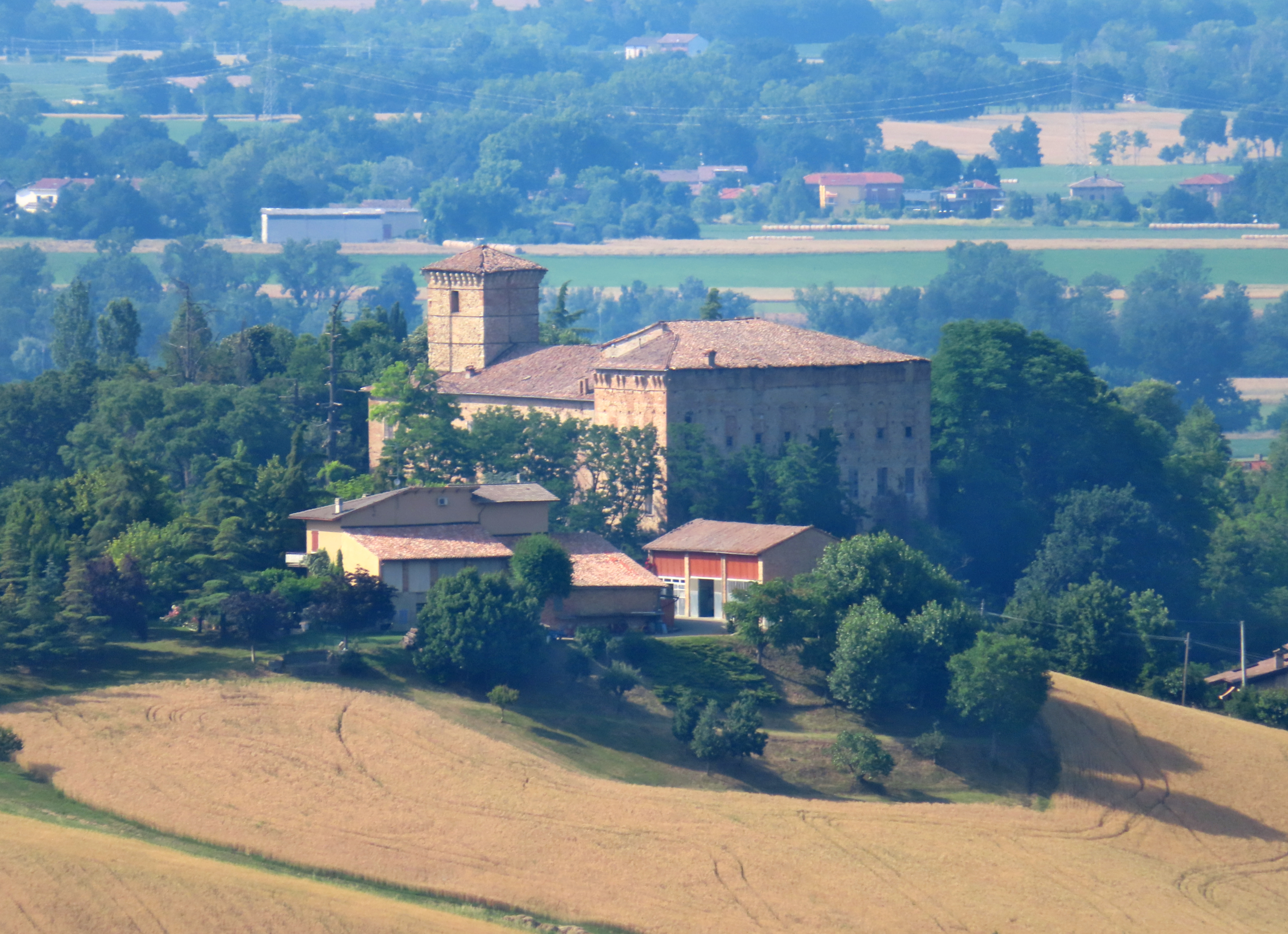
Lati sud ed est

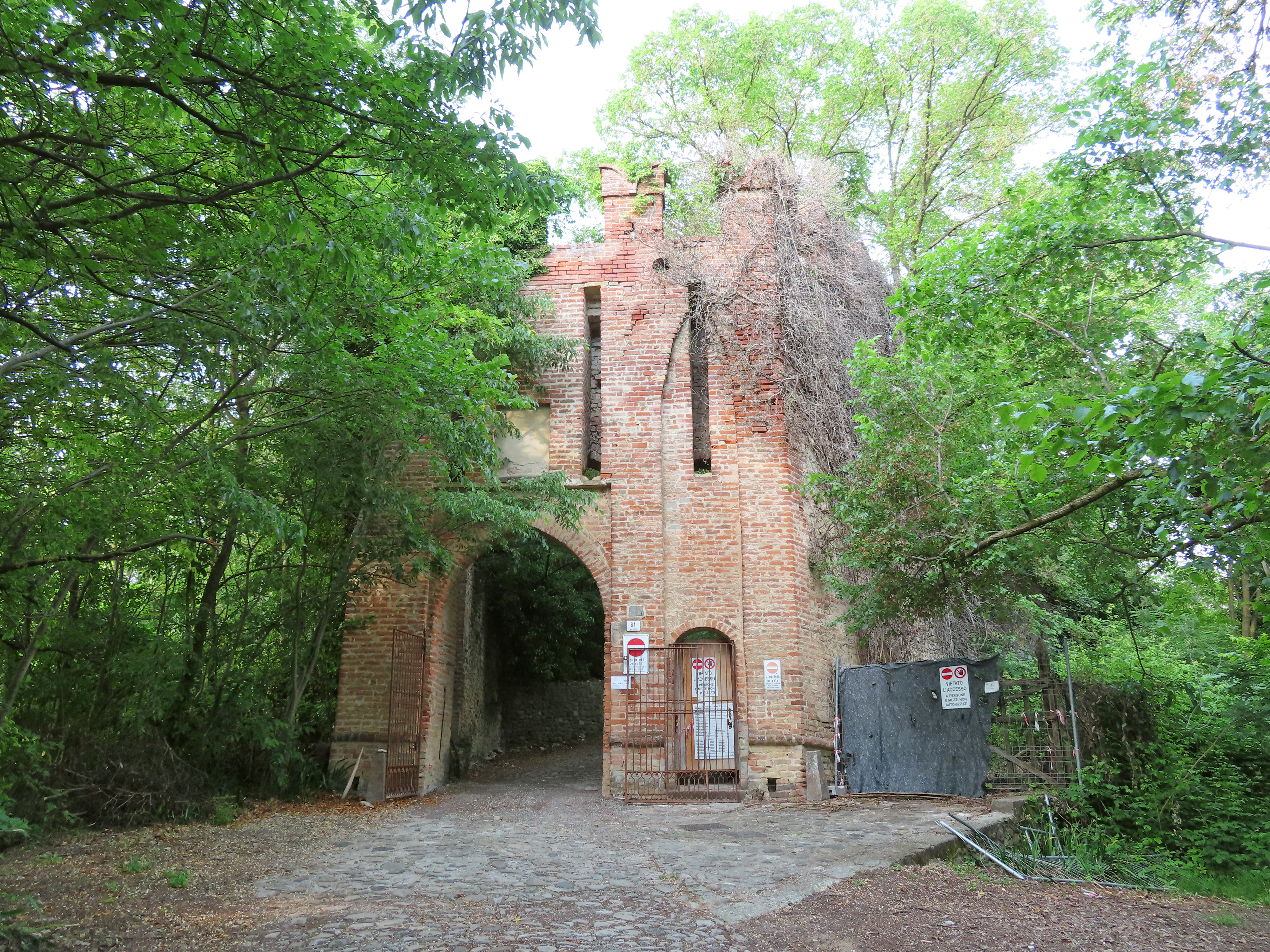
Rivellino d'ingresso

Il castello, collocato sulla sommità del colle all'interno di un fitto bosco, si sviluppa attorno a un cortile centrale quadrato.
Ai piedi dell'altura, in corrispondenza del confine fra i pendii coltivati a vigneto e la zona boschiva più elevata, si innalza il piccolo rivellino medievale d'ingresso, ad arco a sesto acuto, coronato da merlature ghibelline; in facciata sono ancora presenti le alte fessure che ospitavano i bolzoni del ponte levatoio, di cui non rimangono altre tracce.
Le facciate in pietra e laterizio del castello, di aspetto ancora severo e imponente, sono ingentilite dalle numerose finestre che si aprono soprattutto sul lato orientale, sviluppato su cinque livelli; spicca nell'ala sud-ovest l'alto mastio fortificato, in posizione dominante sulle vallate circostanti. All'interno, in posizione centrale, si apre l'elegante cortile rinascimentale innalzato intorno alla metà del XVI secolo, con porticato angolare sviluppato su due lati, sostenuto da un colonnato di ordine tuscanico a serliana.
Gli interni sono caratterizzati dalla ricchezza delle decorazioni di numerosi ambienti, realizzate soprattutto nel corso del XVIII e XIX secolo. La Sala d'Armi è suddivisa da un elegante colonnato in due navate coperte da volte a crociera ornate da stucchi. In adiacenza si aprono le sale di rappresentanza, con soffitti a volta affrescati, antiche tappezzerie alle pareti e arredi d'antiquariato; fra le altre, si distingue la decorazione del salone, dipinto fra il 1864 e il 1884 dallo scenografo Girolamo Magnani, che vi raffigurò una serie di viste del castello nei diversi momenti della giornata, oltre a quattro paesaggi relativi a ciascuna stagione dell'anno. Al piano seminterrato si sviluppano, accanto alle antiche prigioni, le ampie cantine, ancora destinate alla produzione dei vini dell'azienda.

## I presunti fantasmi
Come molti castelli, anche quello di Bargone sembrerebbe ospitare alcune presenze, come segnalato negli anni da vari visitatori, anche se pare che dagli inizi del XXI secolo i fenomeni siano quasi del tutto scomparsi.